# Markova vila (Holoubkov)
Markova vila je rodinná vila z let 1907–1910 situovaná ve vsi Holoubkov blízko Rokycan. Architektem domu byl Jan Kotěra a dům byl navržen pro Karla Marka, ředitele státních drah a později ministra veřejných prací.

## Historie

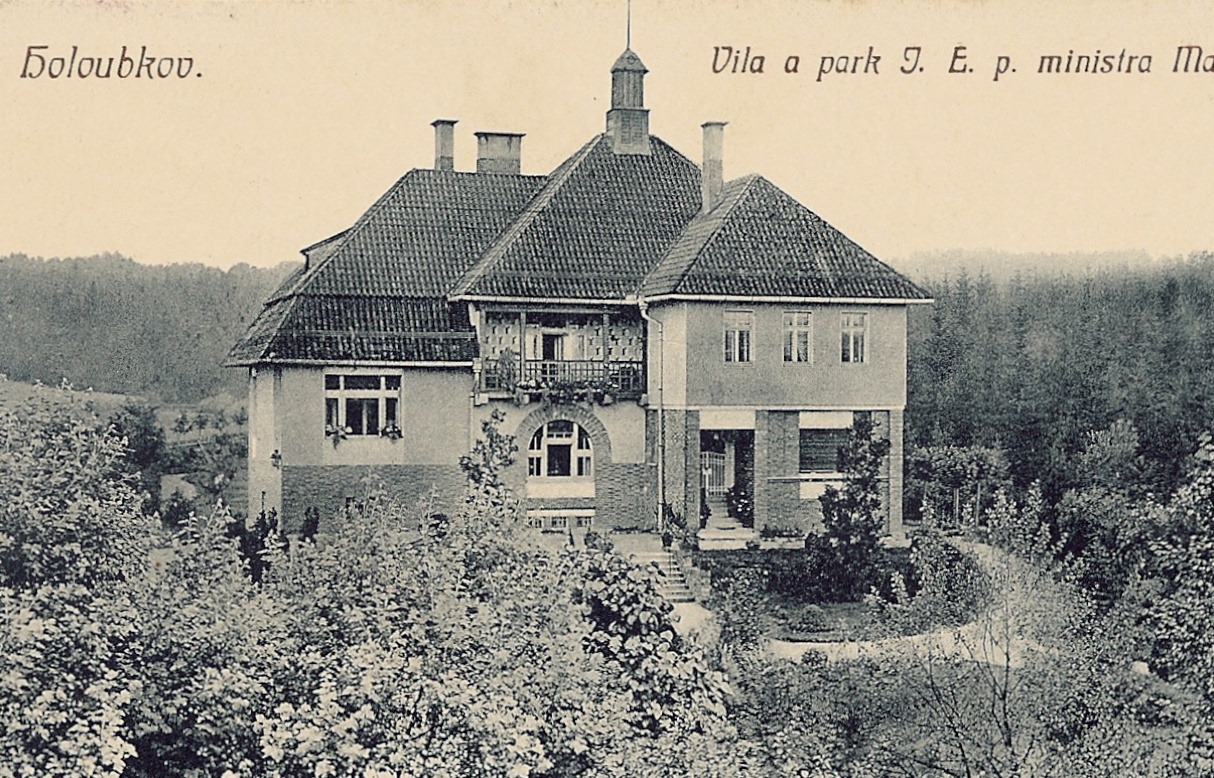
Dobová pohlednice Markovy vily, mezi lety 1910 a 1918

Prvotní plány vily vypracoval Jan Kotěra v roce 1907, nicméně ještě v roce 1908 se vnitřní dispozice vily měnila. Součástí projektu byl i návrh zahrady – jednalo se o poměrně přísně dělený prostor ve stylu anglického parku a součástí návrhu bylo i umístění studny a dřevníku. V roce 1908 vypracoval Kotěra další návrh zahrady, se striktnějším uspořádáním v přední části a v zadní části s kruhovým záhonem obklopeným volnějším, divočejším porostem.
Po smrti investorů, manželů Karla a Anny Markových, na konci 30. let 20. století, zdědily vilu jejich neteře. Během druhé světové války byl dům zabaven nacisty a v květnu 1945 zde sídlilo velitelství sovětské armády. Po roce 1950 byla vila upravena na několik lékařských ordinací, později pak sloužila obecní správě. V roce 1958 byla vila společně se zahradou a zahradním domkem se skleníkem zapsána do seznamu kulturních památek. Jedná se o ojedinělý příklad zahrady architektonicky spjaté s budovou.
V letech 1999 až 2001 proběhla rekonstrukce domu, která mírně pozměnila jeho původní vzhled (zejména přidané vikýře). V současnosti (2020) slouží vila komerčním účelům.

## Architektura
Markova vila v Kotěrově tvorbě spadá do přechodné fáze mezi jeho raným „anglickým“ obdobím (inspirace hnutím Arts and Crafts) a obdobím vrcholným, zaměřeným spíše na konstrukci a materiál. V přízemí vily se nacházely reprezentativní prostory (kulečníkový sál s arkýřem, jídelnou a také salon s lodžií) a prostory zázemí (kuchyně s přípravnou, pokoj s umývárnou). První patro bylo koncipováno spíše jako soukromé (soukromé pokoje majitelů, obývací pokoj, pokoj pro hosty, ložnice se šatnou, pokojík pro služku).
Zahrada je porostem oddělena od silnice a okolních pozemků, v zadní části pak navazuje na louku a les, který je přirozenou součástí designu zahrady. Součástí zahradní kompozice je i domek pro zahradníka (přízemní zděné stavení obdélníkového půdorysu s valbovou střechou s pálenou krytinou) a skleník.